# Gualchos
Gualchos település Spanyolországban, Granada tartományban. Gualchos Motril és Lújar községekkel határos. Lakosainak száma 5309 fő (2024).

## Népesség
A település népessége az elmúlt években az alábbi módon változott:
| Lakosok száma | 2973 | 2621 | 2294 | 4368 | 4672 | 4975 | 4943 | 5193 | 5287 | 5309 |
|               | 2001 | 2004 | 2006 | 2009 | 2011 | 2014 | 2016 | 2019 | 2021 | 2024 |